# Dancing in the Street
Dancing in the Street — пісня гурту Martha and the Vandellas, випущена 1964 року. Вийшла в альбомі Dance Party, а також як сингл.
Ця пісня потрапила до списку 500 найкращих пісень усіх часів за версією журналу Rolling Stone. Пісня підіймалася на першу сходинку британського чарту та 7-му сходинку Billboard Hot 100.